# 操縦席
操縦席（そうじゅうせき、英語: Cockpit）とは、乗り物の操作をするための座席の総称。一般的に進行方向の一番先頭に設置されている。

## 概要
航空機では「コックピット」、小型船舶では「操舵席」（そうだせき）、大型船舶では「ブリッジ」、自動車では「運転席」（うんてんせき）や「キャブ」、鉄道車両では「運転席」、「運転台」（うんてんだい）と呼ばれる。
一般に操縦席には乗り物の走行状態を示す計器類が置かれ、スイッチ、レバー (操作機具)、ハンドル、ペダル、ボタンなど操作に必要なさまざまな装置が配置されている。乗客を輸送する公共交通機関では操縦士と運行の安全を確保するため、操縦席を扉やバーなどで仕切ると共に「関係者以外立入禁止」などのステッカーを貼り、乗務員以外の立ち入りを禁止・制限しているケースがほとんどであり、各種法令により罰則も設けられている。
公道での実証実験が進む自動運転車では、市販車をベースとした車種では運転席が残されているものの、運転席を持たない自動運転専用車も多数開発されている。露天掘りの鉱山や広大な工事現場での使用を前提としたホウルトラックでも運転席のない「キャブレス車」が登場している。

### コックピットの語源
コックピットの由来はいくつかある。
コックピット（Cockpit）の綴りは闘鶏場の意味もあり、闘鶏場跡地に政治中枢が置かれたが現地の人がコックピットと呼び続け制御する場所をコックピットと呼んだとする説。また、閉鎖された状況下で戦闘する場所をコックピットと揶揄した説がある。
別の仮説では、17世紀の帆船に設けられていた操舵用の後部デッキである操舵席コックピット (帆船)から来たもので、さらに遡ると大型船に用意されていた接岸・救命用などに使われていた小型ボートcockboatの操舵手コクスンが座る操舵席に由来し、多くの航空用語が船から借用されていることから、この説が有力と考えられている。

## 鉄道車両の運転席・運転台
旧式の路面電車には運転士のための腰掛けがついていないものがあり（つまり運転中は立ちっ放し。人によっては腰掛けがあっても停車直前から発進直後まで起立して運転する）、現在でも運転台というのはその名残である。
鉄道車両では、運転席を設置した車両を「Tc」「Mc」など controller（コントローラー）の頭文字である「c」を付けて表す。近畿日本鉄道では「cM」という表記（運転台の位置の違いを表現するため「Tc」「Mc」表記と併用）、東京メトロやつくばエクスプレスでは「CM」「CT」を使う（この2社では「Tc」「Mc」というと簡易運転台付き車両のことを表すため）。
車両の両端に運転台があることを「両運転台」といい「cMc」と表記される。車両の片端にだけある場合は「片運転台」という。また、かつての蒸気機関車などに代表されるように2名以上で操縦をする場合には「助手席」「助士席」という座席が設置されることがあり、近年のように1名での操縦が基本となっている場合でも座席が設置（存置）されていたり、また実際の席の有無に関わらず「助士席側」などといった用語に名残が見られたりする。当初から運転士1人乗務で「助士」という概念がない電鉄系の私鉄では、操縦装置がある側を「運転士台（M台）」、ない側を「車掌台（C台）」などと呼ぶ例もある。
また運転台の部分に貫通扉が設けられている場合を貫通型、ない場合を非貫通型と呼ぶ。また、運転室が客席と完全に仕切られていない物を半室式と言い、独立した部屋となっている物を全室式と言う。貫通型全室式運転台でも、編成の中間に入った場合には「助士席側」の仕切りを折りたたみ、運転席のある部分を除いて客室とできる構造のものもあった（国鉄クハ111形初期車、営団300形・400形など）。
運転台には、運転士が車両の状況を知るための情報装置として、計器と表示灯が設置されている。とくに重要な計器の1つが速度計であり、信号機・ポイント・曲線での速度制限の確認やダイヤを正確に守る定刻性や安全面を考慮して、正面の1番見やすい位置に設置されており、丸形が多いが稀に横形のものがある。最近の車両では、正面に設置された液晶ディスプレイに他の情報の計器ともに表示されている。速度計の速度は車軸に小型の発電機を取付けて、車輪の回転数を計測した後に速度に変換して表示するが、その計測には、発生電圧や周波数を計測するものや駆動装置の歯車を磁気誘導でカウントして計測するものがある。また、鉄道車両では定期的に車輪を研削するため、車輪直径の補正が必要となり、それに応じて補正できる仕組みとなっている。
古い時代の鉄道車両では必ずしも速度計が最重視されていたわけではなく、空気ブレーキの状態（元空気溜め、直通管、釣り合い空気溜め、ブレーキ管、補助空気溜め。ブレーキシリンダーなどの圧力）を示す圧力計、蒸気機関車ではボイラーの水位計や蒸気圧計、電気機関車では電流計や電圧計が、それぞれ運転士（機関士）から見やすい位置に置かれていた。初期の電車では速度計が設置されていない例も多く、旧式の機関車では後付けで運転席から遠い位置に速度計が設置された場合もあった。
表示灯としては、状況表示と故障表示があり、前者は車両の各部の空気タンク（空気溜めと呼んでいる）や空気ブレーキのブレーキシリンダー内の空気圧を表示する圧力計や架線電圧や電流・制御回路の電圧を表示する電圧計や電流計・ドアの開閉状況を確認するための表示灯（戸締め知らせ灯と呼んでいる）、後者では主回路での異常な電圧や電流・補助電源装置の故障などの表示があり、表示灯の光源としては、初期の頃は電球が使用されていたが、その後はLED（発光ダイオード）が使用されており、球切れによる誤認（不点灯）や交換が不要となっている。最近の車両では、各車両の状況や故障の表示を運転台に設置された液晶ディスプレイのモニターに表示して、それにより対応を行うことができるようになっている。
電車列車では腰掛が下りていると運転室のドアが支えて開けられなくなる（列車のドアは全て内開き）ので、運転士交代の際は座面を格納し、助士側に下がってから交代要員により開けてもらって入れ替わる。

## ギャラリー

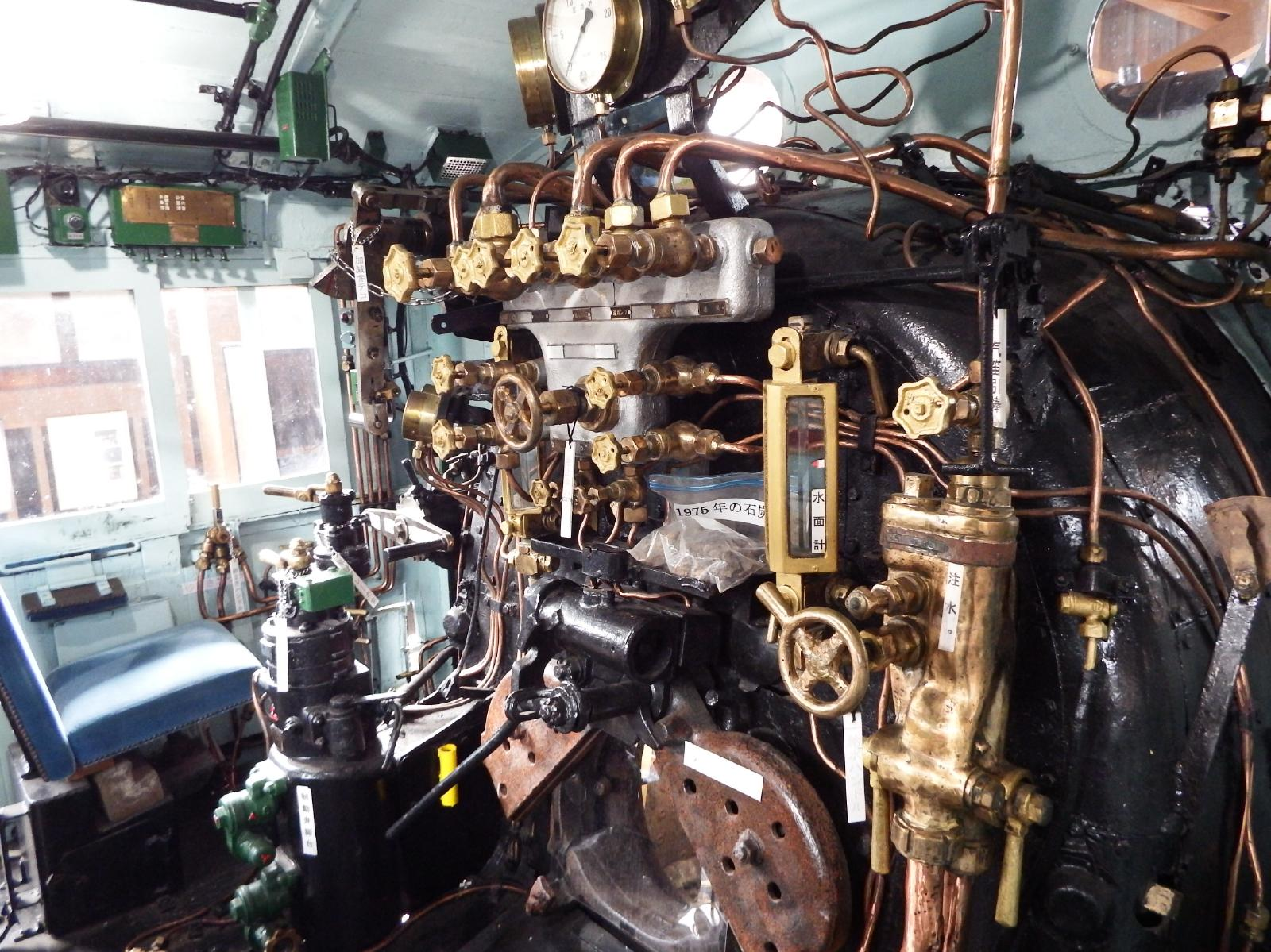
C57形蒸気機関車の運転台。2名以上で運転する必要がある。
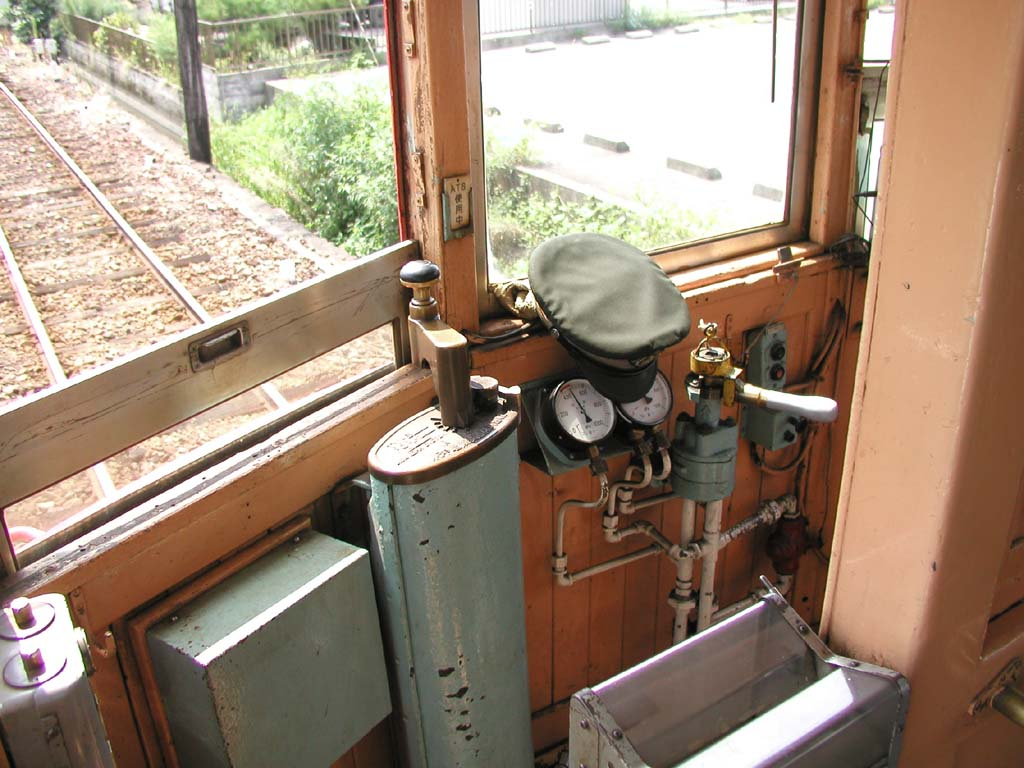
名鉄モ750形の運転台。電車の運転台として簡潔な構造を採る。
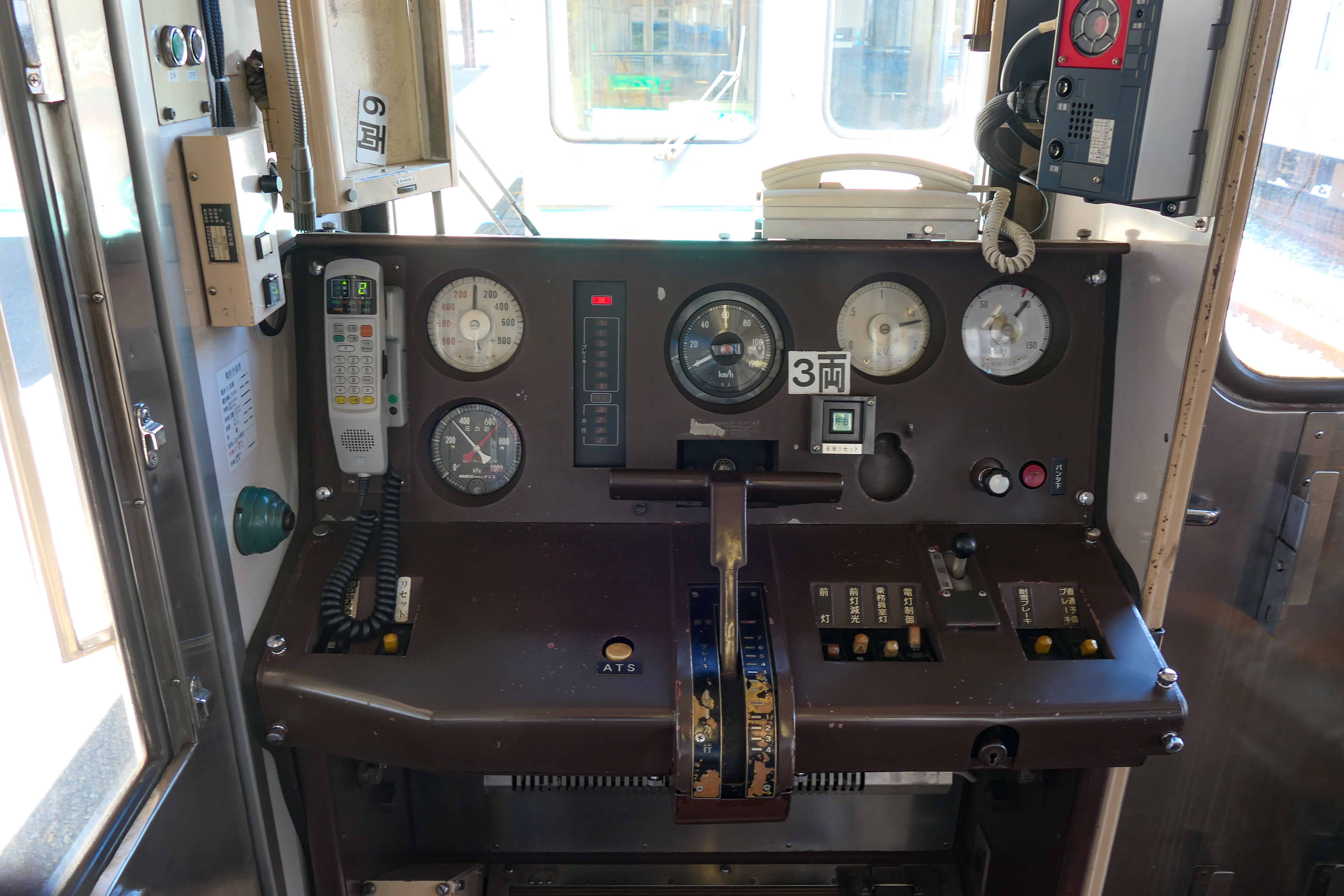
伊豆急行8000系 （元東急8000系）の運転台。 1969年（昭和44年）に日本の量産車で初めてワンハンドルマスコンを採用した例。
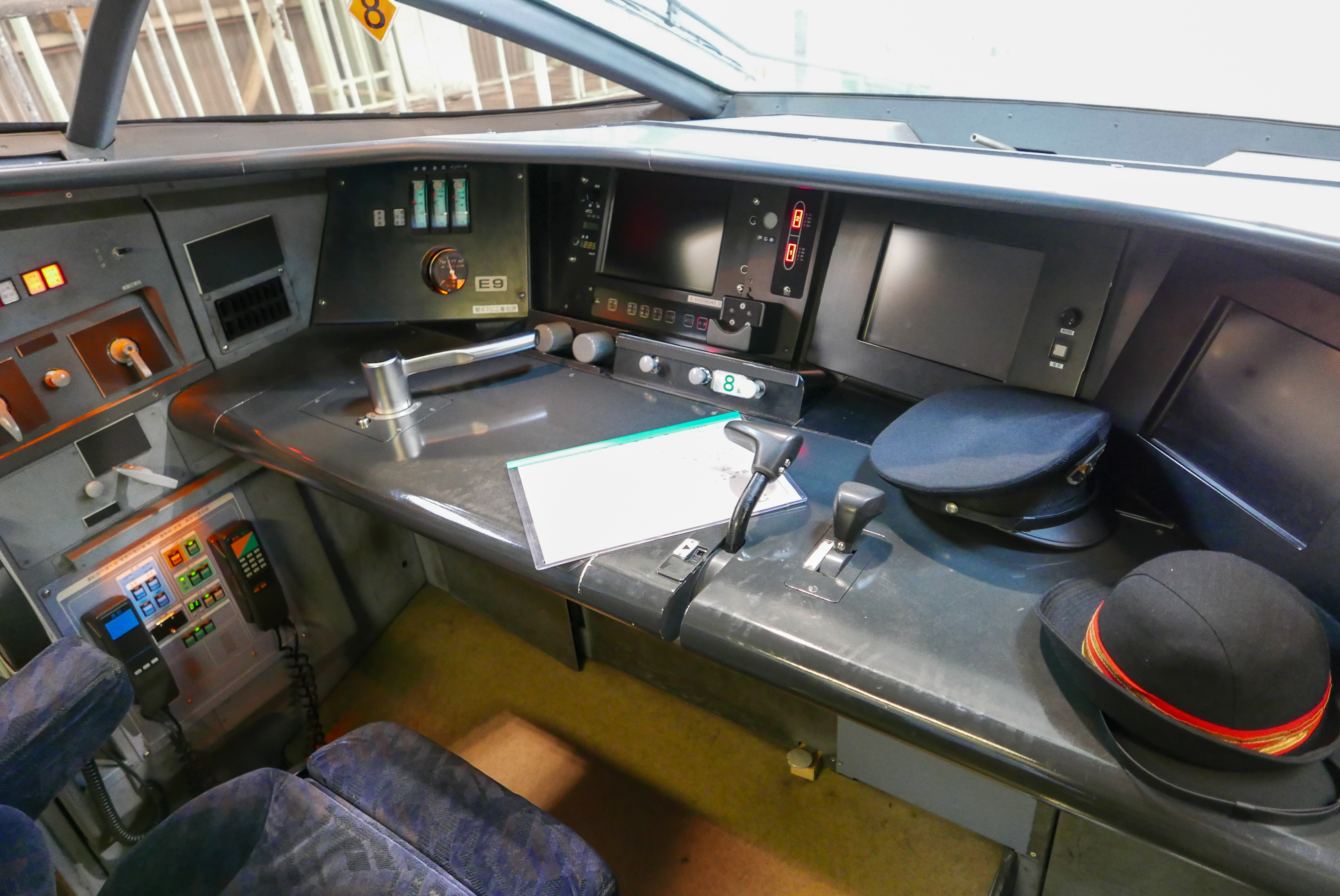
新幹線700系の運転台。液晶ディスプレイが採用されている。